# Ernest Palmer (Kameramann, 1885)
Ernest George Palmer (* 6. Dezember 1885 in Kansas City, Missouri; † 22. Februar 1978 in Pacific Palisades, Kalifornien) war ein US-amerikanischer Kameramann.

## Leben
Ernest Palmer wurde 1885 als Sohn von Jesse S. Palmer (1853–1932) und Emma J. Palmer (1862–1944) in Kansas City, Missouri, geboren. Er begann 1918 seine Karriere als Kameramann und arbeitete zunächst für verschiedene Produktionsfirmen wie die Metro Pictures Corporation und Louis B. Mayer Pictures, bis er 1924 einen festen Vertrag bei der Fox Film Corporation erhielt, die 1935 mit 20th Century Pictures zur 20th Century Fox fusionierte. Im Laufe der Jahre arbeitete Palmer mit einigen hochrangigen Regisseuren zusammen, darunter Victor Fleming, F. W. Murnau, Henry King, John Ford, Otto Preminger und Delmer Daves.
Im Jahr 1930 war er für die beiden Filme Engel der Straße (1928) und Vier Teufel (1928) als bester Kameramann für den Oscar nominiert. 1942 erhielt er die Trophäe zusammen mit Ray Rennahan für Rouben Mamoulians Stierkampf-Drama König der Toreros (1941) in der Kategorie Beste Kamera/Farbe. Für Delmer Daves’ Western Der gebrochene Pfeil (1950) wurde Palmer ein weiteres Mal für den Oscar nominiert und erhielt zudem eine Golden-Globe-Nominierung.
1960 zog sich Ernest Palmer aus dem Filmgeschäft zurück. Er starb 1978 im Alter von 92 Jahren in Pacific Palisades und wurde im Forest Lawn Memorial Park in Glendale, Kalifornien, beigesetzt.

## Filmografie (Auswahl)
- 1922: Red Hot Romance
- 1925: Wages for Wives
- 1926: The Palace of Pleasure
- 1926: Early to Wed
- 1926: Marriage License?
- 1927: Das Glück in der Mansarde (Seventh Heaven)
- 1927: High School Hero
- 1928: Engel der Straße (Street Angel)
- 1928: Vier Teufel (4 Devils)
- 1929: Die erste Frau im Leben (The River)
- 1930: Unser täglich Brot (City Girl)
- 1930: Women Everywhere
- 1930: Just Imagine
- 1931: Ein Radiotraum (A Connecticut Yankee)
- 1931: Goldie
- 1931: 6 Cylinder Love
- 1932: Business and Pleasure
- 1932: The Painted Woman
- 1933: Kavalkade (Cavalcade)
- 1933: Berkeley Square
- 1933: Charlie Chan’s Greatest Case
- 1933: Hoopla
- 1934: Caravane
- 1934: Wir senden Sonne (Stand Up and Cheer!)
- 1934: Liebesreigen (Music in the Air)
- 1935: Der Mann, der die Bank von Monte Carlo sprengte (The Man Who Broke the Bank at Monte Carlo)
- 1935: Charlie Chan in Paris
- 1935: The Farmer Takes a Wife
- 1935: Way Down East
- 1936: Unter zwei Flaggen (Under Two Flags)
- 1936: Mississippi-Melodie (Banjo on My Knee)
- 1937: Der Liebesreporter (Love Is News)
- 1937: Das Sklavenschiff (Slave Ship)
- 1937: Love Under Fire
- 1937: Ali Baba geht in die Stadt (Ali Baba Goes to Town)
- 1937: Second Honeymoon
- 1938: Vier Mann – ein Schwur (Four Men and a Prayer)
- 1938: Three Blind Mice
- 1938: Die goldene Peitsche (Kentucky)
- 1939: Damals in Hollywood (Hollywood Calvacade)
- 1939: 20, 000 Men a Year
- 1940: The Great Profile
- 1940: Der Tod des alten Zirkuslöwen (Chad Hanna)
- 1941: Tall, Dark and Handsome
- 1941: König der Toreros (Blood and Sand)
- 1941: Belle Starr
- 1941: Week-End in Havana
- 1942: Song of the Islands
- 1942: Die Königin vom Broadway (My Gal Sal)
- 1942: Thunder Birds
- 1942: Springtime in the Rockies
- 1943: Coney Island
- 1943: Sweet Rosie O’Grady
- 1944: Pin Up Girl
- 1944: Something for the Boys
- 1945: Diamond Horseshoe
- 1945: Dolly Sisters (The Dolly Sisters)
- 1946: Centennial Summer
- 1946: Three Little Girls in Blue
- 1947: I Wonder Who’s Kissing Her Now
- 1948: The Three Weird Sisters
- 1948: Scudda Hoo! Scudda Hay!
- 1950: Der gebrochene Pfeil (Broken Arrow)

## Auszeichnungen
- 1930: Oscar-Nominierung in der Kategorie Beste Kamera jeweils für Engel der Straße und Vier Teufel
- 1942: Oscar in der Kategorie Beste Kamera zusammen mit Ray Rennahan für König der Toreros
- 1951: Oscar-Nominierung in der Kategorie Beste Kamera für Der gebrochene Pfeil
- 1951: Golden-Globe-Nominierung in der Kategorie Beste Kamera für Der gebrochene Pfeil